# 윤오 (가수)
윤오(1978년 ~)는 대한민국의 가수다. 1998년 1집 앨범 [My Love Forever]로 데뷔했다.

## 방송
- 내 생애 마지막 오디션 (2012) - Top24

## 음반
- My Love Forever (1998)
- 내 생애 마지막 오디션 - 50%의 생존확률 1 Vs 1 대결 Part.2 (2012)
- 고백할게 (2016)
- 단 한사람 (2017)
- 쌍화차 (2018)

## 수상
- 글로벌 아티스트 어워즈 신인상 (2016)
- 대한민국 스타예술대상 신인상 (2016)
- 제24회 인터네셔널 어워즈 K-POP 뮤직 어워드 신인상 (2016)

## 작사
- 윤오 <쌍화차> (2018)